# Postal (seria)
Postal – seria gier komputerowych z gatunku strzelanek tworzonych przez Running with Scissors. Głównym bohaterem serii jest Koleś z Postala.

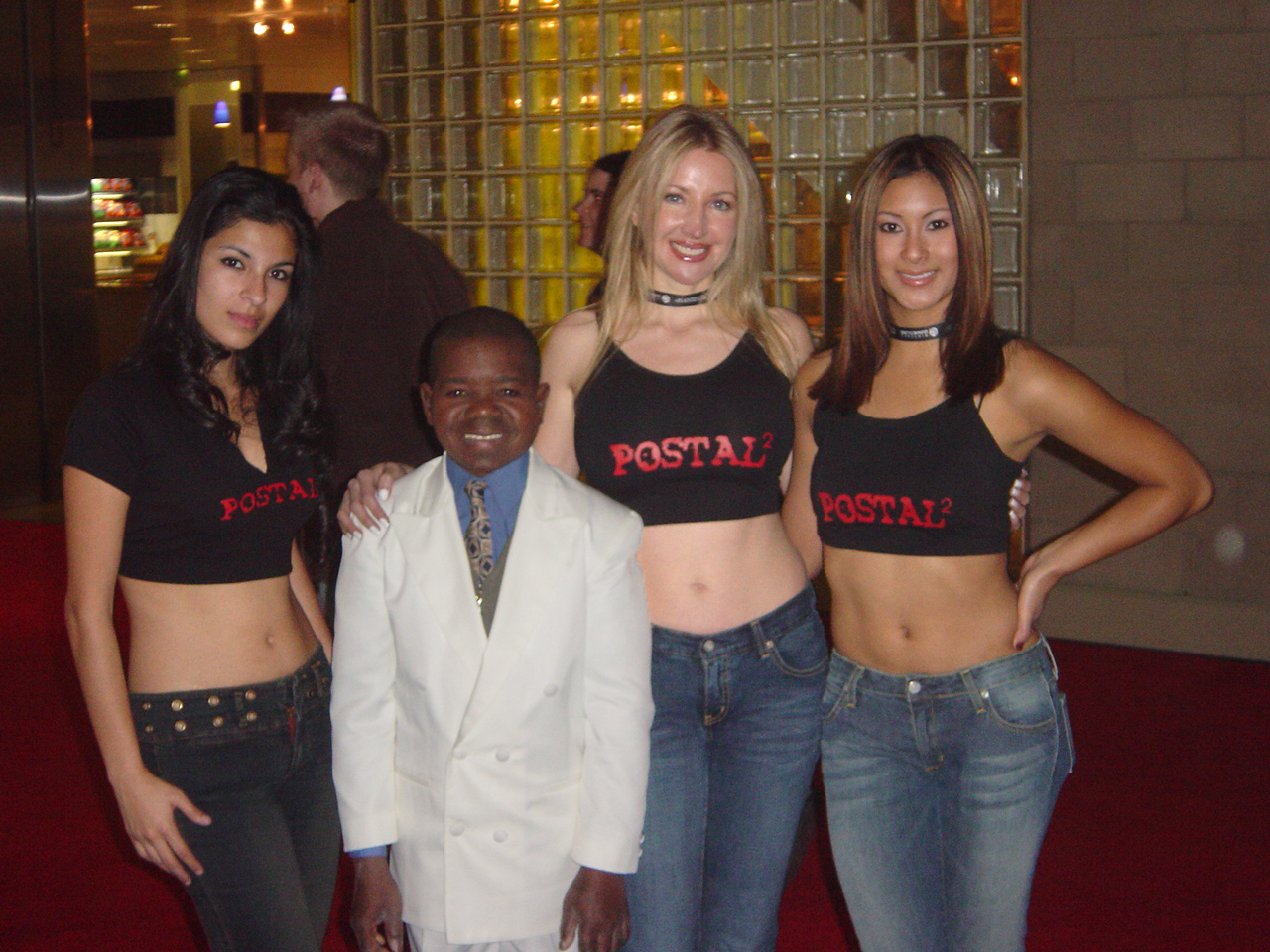
Reklama Postal 2 na E3 2003

## Gry

### Główna seria
- Postal – pierwsza gra z serii, wydana w 1997 roku. Rozgrywka pokazana jest z rzutu izometrycznego. Sprzedaż gry została zakazana w dziesięciu krajach. Gracz sterując postacią Kolesia zabija niewinnych ludzi w swoim mieście Paradise[1].
  - Special Delivery – dodatek do gry, wydany w 1998 roku, zawiera nowe lokacje np. pole golfowe, jadłodajnia dla bezdomnych[2].
- Postal 2 – druga gra z serii, wydana w 2003 roku. Gracz obserwuje świat z perspektywy pierwszej osoby[3].
  - Share the Pain – poprawiona edycja gry, wydana w 2003 roku. Usprawniona wersja dodała tryb wieloosobowy, nowe poziomy i wyrzutnię rakiet[4].
  - Apocalypse Weekend – dodatek do gry, wydany w 2004 roku. Zawiera dziesięć misji i nowe lokacje np. obóz treningowy islamskich terrorystów i rezerwat słoni[5].
  - Paradise Lost – dodatek do gry, wydany w 2015 roku. Akcja rozgrywa się 11 lat po Apocalypse Weekend. Bohater wraca do miasta Paradise zniszczonego bombą atomową[6].
- Postal III – trzecia gra z serii, wydana w 2011 roku[7]. W grze zmieniono kamerę, tak aby gracz obserwował świat zza pleców kierowanej postaci. Główny bohater trafia do miasta Catharsis, gdzie rozpoczyna swoje życie na nowo. Gra została usunięta ze sprzedaży cyfrowej w listopadzie 2022 roku z powodu problemów związanych z zabezpieczeniami DRM jak i niskiej jakości samej gry[8].
- Postal 4: No Regerts – czwarta gra z serii, wydana w 2022 roku. Gra została początkowo udostępniona we wczesnym dostępie w 2019 roku[9]. Koleś podróżując po USA zostaje okradziony i razem ze swoim psem trafiają do miasteczka Edensin[10].

### Inne
- Postal Babes – gra mobilna wydana w 2009 roku przez HeroCraft[11]
- Postal Mobile – gra mobilna wydana w 2010 roku przez Ministry of Fun[12]
- Postal: Brain Damaged – strzelanka pierwszoosobowa stworzona przez dwie polskie firmy Hyperstrange oraz CreativeForge Games 9 czerwca 2022 roku[13]
- POOSTALL Royale – darmowa gra wydana jako żart primaaprilisowy w 2023 roku[14]

## Odbiór
Vince Desi, prezes Running with Scissors projektując pierwszą odsłonę, chciał, aby gra była tak skandaliczna na ile to tylko możliwe. Nazwa serii pochodzi od amerykańskiego potocznego wyrażenia „going postal”, które z kolei powstało po serii przypadków masowych morderstw w placówkach poczty USA w 1986 roku. Seria gier była na przestrzeni lat tematem kontrowersji z uwagi na brutalność i wyśmiewanie różnych grup społecznych. Gracz sterując postacią ma możliwość strzelania do cywili, walki z policją czy sikania na innych. Jednocześnie część krytyków zauważa, że wybór zależy od gracza, a dostępne zadania można wykonać pokojowo. Niektóre części serii zostały zakazane w kilku krajach m.in. Australii, Nowej Zelandii czy Szwecji.

## Film
W 2007 została wydana filmowa adaptacja pod tytułem Postal autorstwa Uwe Bolla. W 2013 roku Boll próbował zebrać fundusze na kontynuację, ale nie udało się uzyskać wymaganej kwoty.